# Doc Holliday
John Henry "Doc" Holliday (Griffin, 14. kolovoza 1851. – Glenwood Springs, 8. studenog 1887.), američki zubar, kockar i revolveraš, legendarna ličnost u povijesti SAD-a, posebice u periodu znanom kao Divlji zapad. Bio je suradnik i prijatelj drugog legendarnog revolveraša, Wyatta Earpa.

## Životopis
Rodio se u gradu Griffinu, o okrugu Pike, u američkoj saveznoj državi Georgiji, na istoku Sjedinjenih država. Otac mu se zvao Henry i bio je američki vojnik u dva rata SAD-a, došavši do čina bojnika. Majka Alice je umrla od tuberkuloze 1866. godine, kada je Doc imao samo petnaest godina. Obitelj mu je bila imućna, te mu ničeg nije nedostajalo.
Završivši osnovnu i srednju školu, gdje je dobio klasično obrazovanje, nastavio je školovanje i životni put na pennsylvanijskom koledžu za kiruršku stomatologiju koji je završio 1872. godine. Po završetku školovanja, počeo je raditi u struci. Kad je i njemu dijagnosticirana tuberkuloza (TBC), zbog koje su mu liječnici davali samo nekoliko mjeseci života, nezadovoljan prognozama, opasao je pištolje, uzjahao na konja, i krenuo na Zapad na tadašnji kraj željezničke pruge u Dallasu, u saveznoj državi Teksas. Želja mu je bila otići u Kaliforniju, čija je klima navodno trebala pomoći u njegovom oporavku. No, prije dolaska na odredište, zadržao se na nekoliko usputnih stanica i upoznao najveće legende Divljeg zapada, a bio je prijatelj sa šerifom Wyattom Earpom.
Bio je visok 178 centimetara i težak oko 70 kilograma. Da bi suzbio i utišao kašalj, posegnuo je za alkoholom, a najradije je pio brendi. U Dallasu je radio kao zubar, ali mu je kašalj ometao posao, klijenti su se osipali te je odlučio pronaći novi način zarade za život. Zbog toga je postao je kockar, jer su tu prihodi bili veći. Budući da mu je bio prognoziran kratak životni vijek, postao je čudljiv i počeo je piti. Uvijek je govorio da mu je draže umrijeti od pištolja ili noža nego od tuberkuloze. 
Prvi revolveraški obračun imao je 2. siječnja 1875. godine kada se sukobio s čuvarom saloona Austinom u Dallasu, ali srećom, izmjena pucnjave nije bila rezultirala ranjavanjem i smrću. Međutim, nekoliko dana poslije ubio je viđenijeg građanina s dva precizno usmjerena hica. Nakon toga je, pred potjerom, pobijegao iz Dallasa i smjestio se u Jacksboro, nasilni gradić bez čuvara zakona, smješten nedaleko vojne predstraže Fort Richardson. U ljeto 1876. godine opet se sukobio, ovaj put s vojnikom i ubio ga, nakon čega je ponovno pobjegao. U slučaj se uplela i američka vojska koja je organizirala potjeru za njim, a u potjeri su sudjelovali i američki maršali, lokalni šerifi, teksaški rendžeri i lovci na glave. Pobjegao je na apaški teritorij na području današnjeg Colorada, da bi potom lutao od grada do grada i u međuvremenu, počinio još tri ubojstva. Na kraju se smirio u Denveru, gdje se skrivao pod pseudonimom Tom Mackey i radio kao djelitelj karata u Babbitt’s Houseu. Poslije još jednog obračuna u kojem je teško ozlijedio suparnika, pobjegao je prvo u Wyoming, potom u Novi Meksiko, a naposljetku natrag u Teksas, gdje je prvi put uživo upoznao Wyatta Earpa u Fort Griffinu. Kasnije mu je spasio život, pa su razvili prijateljstvo koje je imalo i uspona i padova.
Wyatt Earp je bio na tragu konjokradici i pljačkašu vlakova, Dave Rudabaughu, kada se našao u Shansseyjevom saloonu u Tascosi u Teksasu, gdje mu je Doc Holliday pružio ključne informacije o njegovom smjeru kretanja, koje je Earp proslijedio telegramom šerifu Batu Mastersonu u Dogde Cityju. Godine 1877. Doc je opet ubio čovjeka, ovaj put s nožem, tijekom kartaške igre, ali nije pobjegao jer je vjerovao da ga je ubio u samoobrani. Unatoč tome, oko hotela u kojem je bio privremeno zatočen, okupila se razjarena gomila, zbog čega mu je Nosata Kate pomogla u bijegu.
Kada je Doc stigao u Dodge City, oko 1878. godine, spasio je Wyattu život i otada su bili najbolji prijatelji. Dok je bio u tom gradu, Doc se pridržavao zakona, a Wyattu nije smetalo što građani gledaju na njihovo prijateljstvo s čuđenjem. Kada su se 1881. godine Wyatt i njegova braća sukobila s bandom konjokradica pod vodstvom Ikea Clantona, u gradu Tombstoneu u saveznoj državi Arizoni, pozvali su u pomoć Doca. On je pristao, naoružao se, te se obračun, poznat kao Obračun kod O. K. Corrala, koji se zbio 26. listopada 1881. godine. U 30 sekundi, ubijeno je četvero ljudi.
Kasnije je Virgil Earp trajno ranjen, a Morgan Earp je ubijen dok je igrao partiju biljara. Razjaren bratovim ubojstvom, Wyatt okuplja potjeru i tri tjedna postaje odmetnik, čija je banda ubila četvoricu ljudi. Tijekom pohoda, Wyatt i Doc su se posvađali, i razišli, ali će se kasnije još jednom vidjeti. Kako je vrijeme odmicalo, bolest je napredovala. Docovo kockanje i upotreba revolvera znatno se pogoršalo. Razišavši se s Wyattom u lošim odnosima, odlazi u Glenwood Springs, lječilište u Koloradu. Nadao se da će mu tamo uspjeti pomoći. Nažalost, sumpor mu je očito više naškodio nego pomogao. Do smrti pratila ga je Nosata Kate, njegova suputnica, s kojom se jednom i potukao. Prije smrti, s užitkom je popio čašu viskija.
Zadnje riječi bile su mu: "Ovo je smiješno. Oduvijek sam želio umrijeti u čizmama." Imao je samo 36 godina. Pokopan je uz put prema lokalnom groblju, pa se ni danas ne zna gdje su mu kosti.

## Vanjske poveznice
- Doc Holliday – Britannica Online (engl.)
- Doc Holliday - Deadly Doctor of the West – legendsofamerica.com (engl.)
- Doc Holliday – biography.com (engl.)
- John Henry "Doc" Holliday – georgiaencyclopedia.org (engl.)